# Bulbophyllum decarhopalon
Bulbophyllum decarhopalon là một loài phong lan thuộc chi Bulbophyllum.